# تشانغ تشون لين
تشانغ تشون لين (بالصينية: 张春霖) (و. – 1963 م) هو عالم البحار، وعالم حيواني من جمهورية الصين الشعبية.